# 유은정
유은정(1971년 ~ )은 대한민국의 의사와 저술가다.

## 학력 및 경력
- 이화여자대학교 의과대학 학사
- 이화여자대학교 대학원 의학 박사
- 풀러신학대학원 신학 석사
- 대한자살예방협회 자문위원
- 대한비만치료학회 학술이사

## 저서
- 2016년 <혼자 잘해주고 상처받지 마라>: 21세기북스
- 2018년 <상처받지 않고 끝까지 사랑하기>: 규장문화사
- 2020년 <내가 예민한게 아니라 네가 너무한 거야>: 성안당